# Кротов, Андрей Анатольевич
Андрей Анатольевич Кротов (18 апреля 1964) — советский и российский футболист, защитник и полузащитник.

## Биография
Воспитанник СДЮШОР-2 Люблинского РОНО (Москва). В 1983—1984 годах выступал за дубль московского «Торпедо» в первенстве дублёров высшей лиги.
В 1985 году начал выступать во взрослых соревнованиях в составе ленинградского СКА в первенстве КФК. В том же году перешёл в казанский «Рубин», в его составе провёл полтора сезона во второй лиге. Затем до распада СССР выступал в соревнованиях коллективов физкультуры за «Обувщик» (Лида), «Шинник» (Киров) и «Металлург» (Алдан). В составе клуба из Алдана стал финалистом Кубка СССР среди команд КФК 1990 года.
В 1992 году перешёл в московский «ЦСКА-2», в его составе отыграл два сезона во второй лиге России. Летом 1992 года отлучался в белорусский клуб «Обувщик» (Лида), где на стыке сезонов 1992 и 1992/93 сыграл 8 матчей и забил один гол в высшей лиге Белоруссии. Автором гола стал 6 августа 1992 года в матче против минского «Динамо» (2:4).
Дальнейшая судьба неизвестна.